# 張致
張 致（ちょう ち、? - 1216年）は、金末の群雄の一人。兄は張鯨。

## 概要
1213年よりチンギス・カンの金朝侵攻が始まると、事実上金朝から見放された華北は荒廃し、各地で人望ある指導者が自立するようになった（後の漢人世侯）。1214年末、錦州に住まう張鯨は10万余りの配下を集めて金朝の節度使を殺し、臨海郡王を称した。この頃、左翼万人隊長ムカリ率いる軍団が遼西地方に進出しており、張鯨はこれに降った。1215年、これを受けてチンギス・カンは張鯨に華北の金朝残存勢力を討伐させようとしたが、石抹エセンは病と称して進軍することを拒んだ張鯨を叛意ありとして捕らえチンギス・カンの下に引き立てた。
チンギス・カンは張鯨に「今汝の弟（張致）を呼び出して質子（トルカク）とすれば、汝は死を免れるだろう」と述べて弟を差し出すことを要求し、張鯨はチンギス・カンの要求を一旦は受けいれたものの、宵の内に逃れだし、これを追った石抹エセンによって殺された。一方、これを知った張致は錦州で自立して漢興皇帝を称し、興龍と改元した。
1216年（丙子）4月、モンゴル帝国に対抗するために張致は瀛王と自称して金朝朝廷に使者完顔南合・張頑僧らを派遣し、張致の来帰を受け容れた金朝朝廷は行北京路元帥府事・兼北京路宣撫使の地位を授けた。また、これと並行してモンゴルに降った他の漢人世侯とも戦いを続けており、神水県では何実と戦い、義州を拠点とする王珣に対しては楊伯傑と組んで挟撃しようとしたが、撃退されている。
同年春には既にチンギス・カンは金朝遠征を切り上げてケルレン河の大オルドに帰還していたが、張致が興中を陥落させたとの報が届くと、改めて左翼万人隊長のムカリに張致討伐を命じた。ムカリはウヤルを中心とする史枢・史天祥・移剌捏児・王珣ら遼西地方の軍団を招集して進軍し、一度は張致が奪った興中を奪還した。一方、張致は興中包囲線の最中に王珣の本拠地である義州を奪って王珣の家族を皆殺しとしてしまったため、これを聴いたチンギス・カンは逆党（張致ら）が平らげられた暁にはその一族・城邑・人民はすべて王珣に授け、徭役も5年免除し、王珣の一族は大官に取り立てようと述べたとされる。
ムカリ率いる軍団は開義に進んで楊伯傑を捕らえ殺し、さらに錦州に進むと張致の部将の高益が裏切って張致の一族を捕らえ投降した。ムカリはチンギス・カンの言葉通り楊伯傑・張致配下の城邑・人民を王珣に授けたが、王珣は張致とその家族のみを殺して他はすべて許したという。